# Liste des métros d'Amérique
Cet article présente une liste des métros d'Amérique, mis en service, en construction ou en projet confirmé, en deux tableaux.
| Ville         | État / Province      | Pays       | Article                      | Date d'ouverture | Lignes | Longueur | Stations | Autre caractéristique      |
| ------------- | -------------------- | ---------- | ---------------------------- | ---------------- | ------ | -------- | -------- | -------------------------- |
| Atlanta       | Géorgie              | États-Unis | Métro d'Atlanta              | 1979             | 2      | 77 km    | 39       |                            |
| Baltimore     | Maryland             | États-Unis | Métro de Baltimore           | 1983             | 1      | 24,8 km  | 14       |                            |
| Boston        | Massachusetts        | États-Unis | Métro de Boston              | 1901             | 3      | 60,6 km  | 54       |                            |
| Chicago       | Illinois             | États-Unis | Métro de Chicago             | 1892             | 8      | 171 km   | 145      |                            |
| Cleveland     | Ohio                 | États-Unis | Métro de Cleveland           | 1955             | 1      | 31 km    | 18       |                            |
| Guadalajara   | Jalisco              | Mexique    | Métro léger de Guadalajara   | 1994             | 2      | 29,4 km  | 28       | + une ligne en métro léger |
| Los Angeles   | Californie           | États-Unis | Métro de Los Angeles         | 1993             | 3      | 59,5 km  | 30       | Trois lignes : B/D et C    |
| Mexico        | District Fédéral     | Mexique    | Métro de Mexico              | 1969             | 12     | 200,9 km | 195      |                            |
| Miami         | Floride              | États-Unis | Métro de Miami               | 1984             | 2      | 39,3 km  | 23       |                            |
| Monterrey     | Nuevo León           | Mexique    | Métro de Monterrey           | 1991             | 2      | 32 km    | 31       |                            |
| Montréal      | Québec               | Canada     | Métro de Montréal            | 1966             | 4      | 71 km    | 68       | Trains sur pneumatiques    |
| Montréal      | Québec               | Canada     | Réseau express métropolitain | 2023             | 1      | 16,6 km  | 5        | Métro automatique          |
| New York      | État de New York     | États-Unis | Métro de New York            | 1868             | 25     | 394 km   | 472      |                            |
| New York      | État de New York     | États-Unis | Staten Island Railway        | 1971             | 1      | 22,5 km  | 22       |                            |
| New York      | État de New York     | États-Unis | PATH                         | 1908             | 4      | 22,2 km  | 13       |                            |
| New York      | État de New York     | États-Unis | AirTrain JFK                 | 2003             | 3      | 13 km    | 10       | Navette automatique        |
| Ottawa        | Ontario              | Canada     | O-Train                      | 2019             | 1      | 12,5 km  | 13       | Métro léger en site propre |
| Philadelphie  | Pennsylvanie         | États-Unis | Métro de Philadelphie        | 1907 / 1938      | 2      | 25 km    | 62       | Deux exploitants           |
| San Francisco | Californie           | États-Unis | BART                         | 1972             | 6      | 191,7 km | 48       |                            |
| Toronto       | Ontario              | Canada     | Métro de Toronto             | 1954             | 4      | 76,9 km  | 75       |                            |
| Vancouver     | Colombie-Britannique | Canada     | SkyTrain de Vancouver        | 1986             | 3      | 79,6 km  | 53       | Métro automatique          |
| Washington    | District of Columbia | États-Unis | Métro de Washington          | 1976             | 6      | 188 km   | 91       |                            |

| Ville          | Pays                   | Article                  | Date d'ouverture | Lignes | Longueur | Stations | Stations | Autre caractéristique      |
| -------------- | ---------------------- | ------------------------ | ---------------- | ------ | -------- | -------- | -------- | -------------------------- |
| Belo Horizonte | Brésil                 | Métro de Belo Horizonte  | 1986             | 1      | 28,1 km  | 19       | Liste    |                            |
| Bogota         | Colombie               | Métro de Bogota          | En construction  |        |          |          |          |                            |
| Brasilia       | Brésil                 | Métro de Brasilia        | 2001             | 1      | 42,3 km  | 27       | Liste    |                            |
| Buenos Aires   | Argentine              | Métro de Buenos Aires    | 1913             | 6      | 56,2 km  | 90       | Liste    | Hors pré-métro             |
| Caracas        | Venezuela              | Métro de Caracas         | 1983             | 4      | 56,5 km  | 50       | Liste    |                            |
| Fortaleza      | Brésil                 | Métro de Fortaleza       | 2012             | 1      | 24,1 km  | 20       | Liste    |                            |
| Lima           | Pérou                  | Métro de Lima            | 2012             | 1      | 34,6 km  | 26       | Liste    |                            |
| Los Teques     | Venezuela              | Métro de Los Teques      | 2006             | 1      | 11,2 km  | 5        | Liste    | Métro régional             |
| Maracaibo      | Venezuela              | Métro léger de Maracaibo | 2006             | 1      | 6,5 km   | 6        | Liste    |                            |
| Medellín       | Colombie               | Métro de Medellín        | 1995             | 2      | 31,4 km  | 28       | Liste    |                            |
| Panama         | Panama                 | Métro de Panama          | 2014             | 2      | 37 km    | 30       | Liste    |                            |
| Porto Alegre   | Brésil                 | Métro de Porto Alegre    | 1985             | 1      | 43,4 km  | 22       | Liste    |                            |
| Quito          | Équateur               | Métro de Quito           | 2023             | 1      | 22,6 km  | 15       |          |                            |
| Recife         | Brésil                 | Métro de Recife          | 1985             | 2      | 39,7 km  | 31       | Liste    |                            |
| Rio de Janeiro | Brésil                 | Métro de Rio de Janeiro  | 1979             | 3      | 57,5 km  | 41       | Liste    |                            |
| Salvador       | Brésil                 | Métro de Salvador        | 2014             | 2      | 31,5 km  | 20       | Liste    |                            |
| San Juan       | Porto Rico             | Tren Urbano              | 2004             | 1      | 17,2 km  | 16       |          |                            |
| Santiago       | Chili                  | Métro de Santiago        | 1975             | 6      | 140 km   | 136      | Liste    |                            |
| Saint-Domingue | République dominicaine | Métro de Saint-Domingue  | 2008             | 2      | 28,4 km  | 24       | Liste    |                            |
| São Paulo      | Brésil                 | Métro de São Paulo       | 1974             | 6      |          |          | Liste    |                            |
| Valencia       | Venezuela              | Métro de Valencia        | 2006             | 1      | 4,7 km   | 7        | Liste    | Métro léger en site propre |

## Note
1. ↑  Lorsque l'information est disponible, la longueur indiquée est celle en service voyageurs (hors voies de garage).